# Albert Raufowitsch Bachtisin
Albert Raufowitsch Bachtisin (russisch Альберт Рауфович Бахтизин; * 25. März 1975) ist ein russischer Ökonom, Mathematiker und Hochschullehrer.

## Leben
Bachtisin wurde 2002 Laboratoriumsleiter im Zentralinstituts für Ökonomie und Mathematik (ZEMI) der Russischen Akademie der Wissenschaften (RAN) in Moskau. Er erarbeitete bei Waleri Leonidowitsch Makarow und Robert Iskandrowitsch Nigmatulin seine Kandidat-Dissertation mit einem mathematischen Modell zur Beschreibung der interregionalen Wirtschaftsbeziehungen, die er 2003 verteidigte. 2007 wurde er wissenschaftlicher Hauptmitarbeiter des Moskauer Forschungsinstituts für Gesetzgebung und Rechtsvergleich bei der Regierung der Russischen Föderation. Seine Doktor-Dissertation über Hybridmethoden zur Modellierung eines allgemeinen Wirtschaftsgleichgewichts unter Benutzung agentenorientiert-programmierter Modelle verteidigte er 2008.
2010 wurde er Professor am Lehrstuhl für mathematische Methoden der Wirtschaftsanalyse der Lomonossow-Universität Moskau (MGU) und Leiter des Laboratoriums für Modellierung von Strategien der Städte und Stadtagglomerationen des Nordwestverwaltungsinstituts der Russischen Akademie für Volkswirtschaft und Öffentlichen Dienst beim Präsidenten der Russischen Föderation. 2015 wurde er zum Professor der RAN ernannt. 2016 wurde er Korrespondierendes Mitglied der RAN. 2017 wurde er Direktor des ZEMI als Nachfolger Waleri Leonidowitsch Makarows. Er ist Autor von bisher mehr als 100 wissenschaftlichen Veröffentlichungen.

## Ehrungen, Preise, Mitgliedschaften
- Preis der Fedorenko-Stiftung (2003)
- Medaille der RAN für Jungwissenschaftler (2005)
- Preis der Stiftung zur Förderung der vaterländischen Wissenschaft im Programm "Beste Ökonomen der RAN" (2006)
- Preis der Alfjorow-Stiftung (2006)
- Owssijewitsch-Preis des St. Petersburger Wissenschaftszentrums der RAN für grundlegende ökonomisch-mathematische Untersuchungen (2008)[8]
- Kondratjew-Medaille der internationalen Kondratjew-Stiftung und der Russischen Akademie der Naturwissenschaften (2010)
- Kantorowitsch-Preis der Russischen Akademie der Wissenschaften (2020)
- Ehrenurkunde der Russischen Stiftung für Geistes- und Sozialwissenschaften (2014)
- Ehrenurkunde des ZEMI für die beste wissenschaftliche Arbeit des Jahres 2014
- Sieger der Wettbewerbe des Präsidenten der Russischen Föderation zur Förderung der Forschungsarbeiten junger russischer Doktoren der Wissenschaften.[5]